# Babel (协议)
Babel 是为 互联网分组交换网络 所制作的 距离矢量路由协议。它被设计在无线mesh网络与有线网络下高效且可靠的工作。
Babel基于目的地序的距离矢量的路由 (DSDV)和特设在需距离矢量的路由 (AODV)还有 Cisco's 加强内部网关由协议 (EIGRP)的设计思想，但使用不同的技术来避免环路生成。
Babel使用多种方式来计算动态跃点；默认情况下，它在有线网络下使用跳数，在无线网络下使用期望传输次数（ETX）的变体；也可以手动配置，来适配无线传输方式之间的差异  或自动计算链路延时并将其加入到跃点计算的条件中。
Babel工作在 IPv4 和 IPv6 网络。 它已被称为是一个可靠且拥有快速收敛特性的协议。
Babel已有四个开源实现：
1. FRR项目[5]
2. 一个在Python中的最小实现[6]
3. Bird[7]
4. Quagga[8]

在2015年十月，Babel被IETF家庭网络工作组选为推广实施协议，尽管仍在试验性。 在2016年六月，IETF建立了一个工作组来制定Babel协议标准。